# Михайло Пупин
Миха̀йло Ѝдворски Пу̀пин (на сръбски: Михајло Идворски Пупин) е сръбски физик, физикохимик, филантроп.
Известен е най-вече с многобройните си патенти, включително средство за значително разширяване на обхвата на телефонна комуникация на дълги разстояния чрез поставяне на намотки за зареждане (от тел) на предварително определени интервали по предаващия проводник (известен като „пупинизация“). Пупин е член-основател на Националния консултативен комитет по аеронавтика (NACA) на 3 март 1915 г., който по-късно става НАСА (NASA). Участва в основаването на Американското математическо общество и Американското физическо общество.
През 1924 г. печели награда Пулицър за автобиографията си. Избиран е за президент или вицепрезидент на най-висшите научни и технически институции, като Американския институт за електроинженери, Нюйоркската академия на науките, Радиоинститута на Америка и Американската асоциация за напредък на науката. Почетен консул е на Сърбия в САЩ от 1912 до 1920 г. и изиграва роля при определянето на границите на новосформираното Кралство Югославия.

## Ранен живот и образование
Михайло Пупин е роден на 9 октомври 1858 г. в селцето Идвор (в днешната община Ковачица, Сърбия) в района на Банат, на военната граница на Австрийската империя. Баща му се казва Константин, а майка му – Олимпиада. В Америка Михайло Пупин добавя към името си Идворски, подчертавайки произхода си от с. Идвор.
Пупин ходи в началното училище в родното си място, в сръбско православно училище, а по-късно в немско начално училище в Перлез. Подтикван е от майка си, неграмотна, но обясняваща му ценността на грамотността. Записва се в гимназията в Панчево, а по-късно и в Реалната гимназия. Той е един от най-добрите ученици там; местен протойерей вижда огромния му потенциал и талант и повлива на властите да му дадат стипендия.
Поради дейността си в движението „Сръбска младеж“, което по това време има много проблеми с австро-унгарските полицейски власти, Пупин трябва да напусне Панчево. През 1872 г. той заминава за Прага, където продължава шестата и първата половина на седмата учебна година. След смъртта на баща си през март 1874 г., шестнадесетгодишният Пупин решава да прекъсне образованието си в Прага поради финансови трудности и да се премести в САЩ.

## Учение в Америка и докторска степен
През следващите пет години в Съединените щати Пупин работи (най-вече във фабрика за бисквити в Манхатън) и учи английски, гръцки и латински. Той дава и частни уроци. След три години различни курсове, през есента на 1879 г. успешно завършва тестовете си и постъпва в Колумбийския колеж, където става известен като изключителен спортист и ученик. Негов приятел предсказа, че физиката му ще го направи великолепен гребец и че Колумбия ще направи всичко за добър гребец. Завършва с отличие през 1883 г., с акцент в областта на физиката и математиката, и по същото време става американски гражданин.
Завръща се в Европа, първоначално в Обединеното кралство (1883 – 1885), където продължава обучението си в Кеймбридж. Получава докторска степен в Берлинския университет при Херман фон Хелмхолц и през 1889 г. се завръща в Колумбийския университет, за да стане преподавател по математическа физика в новосформирания департамент по електротехника. Изследванията на Пупин са пионерски в откриването на носещите вълни и текущия анализ. 
Пупин е ранен изследовател на рентгеновите снимки, но твърдението му, че е направил първото рентгеново изображение в САЩ, е невярно. Той научава за откриването от Рьонтген на неизвестни лъчи, преминаващи през дърво, хартия, изолатори и тънки метали, оставящи следи върху фотографска плоча, и сам се опитва да направи това. Използвайки вакуумна тръба, която преди това е използвал за изследване на преминаването на електричество през разредени газове, той прави успешни изображения на 2 януари 1896 г. Едисън предоставя на Пупин флуороскопски екран с калциев волфрамат, който, поставен пред филма, съкращава времето за експозиция двадесет пъти – от един час на няколко минути. Въз основа на резултатите от експериментите Пупин заключава, че въздействието на първичните рентгенови лъчи генерира вторични рентгенови лъчи. За работата си в областта на рентгеновите лъчи Пупин изнася лекция в Нюйоркската академия на науките. Той е първият човек, който използва флуоресцентен екран за подобряване на рентгеновите лъчи за медицински цели. Нюйоркски хирург, д-р Бул, изпраща на Пупин пациент, за да получи рентгеново изображение на лявата му ръка преди операция за отстраняване на откос от сачми от нараняване с пушка. Първият опит за изобразяване е неуспешен, тъй като пациентът, известен адвокат, е „твърде слаб и нервен, за да стои неподвижен близо час“, което е необходимо за получаване на рентгенова снимка по това време. При друг опит флуоресцентният екран на Едисън е поставен върху фотографска плоча и ръката на пациента върху екрана. Рентгеновите лъчи преминават през ръката на пациентите и карат екрана да флуоресцира, което след това се показва на фотографската плоча. Получава се доста добро изображение с експозиция от само няколко секунди и показва изстрела сякаш „нарисуван с писалка и мастило“. Д-р Бул успява да извади всички оловни сачми за много кратко време. 

## Бобини на Пупин
Патентът на Пупин от 1899 г. за зареждане на намотки, архаично наречен Pupin coils, последва плътно пионерската работа на Оливър Хевисайд, който предшества патента на Пупин с около седем години. Значението на патента става ясно, когато американските права върху него са придобити от American Telephone & Telegraph (AT&T), което го направи богат. Въпреки че AT&T купува патента на Пупин, те не се възползват от него, тъй като вече имат собствена разработка, ръководена от Джордж Кембъл, и дотогава оспорват Пупин със собствения патент на Кембъл. AT&T се страхуват, че ще загубят контрол над изобретение, което е изключително ценно поради способността му да разшири значително обхвата на телефони за дълги разстояния и особено подводни.

## Изследвания по време на Първата световна война
Когато САЩ се присъединяват към Първата световна война през 1917 г., Пупин работи в Колумбийския университет, организирайки изследователска група за техники за откриване на подводници. Заедно с колегите си, професорите Уилс и Моркрофт, извършва множество изследвания с цел откриване на подводници в Кий Уест и Ню Лондон. Той също така провежда изследвания в областта на установяването на телекомуникации между местата. По време на войната е член на държавния съвет за научни изследвания и държавния консултативен съвет по въздухоплаване. За работата си получава похвала от президента Уорън Г. Хардинг, която е публикувана на страница 386 от неговата автобиография.

## Влияние за определяне на границите на Югославия
През 1912 г. Кралство Сърбия назначава Пупин за почетен консул в САЩ. Той изпълнява задълженията си до 1920 година. По време на Първата световна война се среща със Сесил Спринг Райс, британският посланик в САЩ, в опит да помогне на австро-унгарските славяни при канадските арести. Канада е затворила около 8600 така наречени австрийци и унгарци, счетени за заплаха за националната сигурност и изпратени в лагери за интерниране из цялата страна. Мнозинството се оказва украинско, но сред тях има стотици австро-унгарски славяни, включително сърби. Британският посланик се съгласява да позволи на Пупин да изпрати делегати да посетят канадските лагери за интернирани и приема препоръката им за освобождаване. Пупин продължава да допринася за установяването на международни и социални отношения между Кралство Сърбия, а по-късно и Кралство Югославия, и САЩ.
След Първата световна война е вече известен учен, както и политически влиятелна фигура в Америка. Той повлиява на окончателните решения на Парижката мирна конференция, когато са очертани границите на бъдещото кралство (на сърби, хървати и словенци). Пупин остава в Париж два месеца по време на мирните преговори (април – май 1919 г.) по настояване на правителството. „Моят роден град е Идвор, но този факт говори малко, защото Идвор не може да бъде намерен на картата. Това е малко селце, което се намира близо до главния път в Банат, който е принадлежал на Австро-Унгария и сега е важна част от кралството на сърбите, хърватите и словенците. Тази провинция на Парижката мирна конференция през 1919 г. е поискана от румънците, но тяхното искане е невалидно. Те не можеха да отрекат факта, че по-голямата част от жителите са сърби, особено в района на Идвор. Президентът Уилсън и г-н Лансинг ме познаваха лично и когато разбраха, че съм родом от Банат, румънските аргументи загубиха тежестта си.“
Според Лондонското споразумение от 1915 г. се планира Италия да получи Далмация. След тайното Лондонско споразумение Франция, Англия и Русия поискват от Сърбия някои териториални отстъпки на Румъния и България. Румъния трябва да получи Банат, а България да получи част от Македония чак до Скопие.
По време на преговорите за границите на Югославия, Пупин лично пише меморандум на американския президент Удроу Уилсън, който въз основа на получените от него данни за граничните райони на Далмация, Словения, Истрия, Банат, Меджимурие, Бараня и Македония заявява, че не признава Лондонското споразумение, подписано между съюзниците и Италия. 

## Фондация „Михайло Пупин“
През 1914 г. Пупин сформира фонд Pijade Aleksić-Pupin в рамките на Сръбската академия на науките и изкуствата в памет на майка си. Активите на фонда са използвани за подпомагане на училища в стара Сърбия и Македония, а стипендии се отпускат всяка година в деня на свети Сава. Една улица в Охрид е кръстена на Михайло Пупин през 1930 г., за да почете усилията му. Той също така създава отделен „фонд на Михайло Пупин“, който финансира от собствения си имот в Кралство Югославия, който по-късно дава на „Привредник“ за обучение на младежи и за награди.
Чрез даренията му са подпомогнати различни институции в Идвор. Създава фондация в Природонаучния музей в Белград, средствата са използвани за закупуване на художествени произведения на сръбски художници за музея и за отпечатване на определени публикации. Инвестира милион долара във фондацията.
През 1909 г. създава една от най-старите сръбски емигрантски организации в САЩ, наречена „Съюз на сърбите – Слога“, с мисия да събира сърбите и да предлага помощ, както и да пази етнически и културни ценности. По-късно тази организация се слива с три други имигрантски общества.
Организира и т.нар. Kolo srpskih sestara (Кръг на сръбските сестри), в помощ на сръбския Червен кръст, помага на събирането на доброволци за пътуване до Сърбия по време на Първата световна война с помощта на организацията „Сръбски съвет за национална отбрана“, която той основа и ръководи. По-късно, в началото на Втората световна война, тази организация е реабилитирана от Йован Дучич и работи със същата цел. Пупин гарантира доставката на хранителни доставки до Сърбия със собствени ресурси, а също така е и ръководител на комитета, който предоставя помощ на жертвите на войната. Основава и сръбско общество за помощ на деца, което осигурява лекарства, дрехи и подслон за сираци от войната. 

## Публикации
Освен патентите си той публикува няколко десетки научни спорове, статии, рецензии и автобиография под името Майкъл Пупин: „От имигрант до изобретател“ (Michael Pupin, From Immigrant to Inventor Scribner's, 1923),  за която печели награда Пулицър за биография/автобиография. Публикувана е на сръбски език през 1929 г. под заглавие „От пасищата до учените“ (Od pašnjaka do naučenjaka).
Пупин публикува около 70 технически статии и рецензии  и 34 патента.

## Пупин Хол
Сградата на физическите лаборатории на Колумбийския университет, построена през 1927 г., е наречена Pupin Hall в негова чест. Там се помещават отделите по физика и астрономия на университета. По време на управлението на Пупин Харолд С. Юри в своята работа с водородния изотоп деутерий демонстрира съществуването на тежка вода, първия голям научен пробив в новосъздадените лаборатории (1931 г.). През 1934 г. Юри е удостоен с Нобелова награда за химия за работата, която е извършил в Пупин Хол, свързана с откриването му на „тежък водород“.

## Личен живот
През 1888 г. се жени за американката Сара Катарин Джаксън от Ню Йорк, с която има дъщеря на име Барбара. Те са женени само осем години, защото тя почива от пневмония.
Умира на 12 март 1935 г. в Ню Йорк.